# Diego Colombari
Diego Colombari (Torino, 29 marzo 1982) è un atleta paralimpico italiano.

## Biografia
All’età di 26 anni un grave incidente motociclistico gli costa, tra vari interventi, l’amputazione dell’arto inferiore sinistro.
In seguito alla riabilitazione si avvicina al paraciclismo con l’Handbike, associandosi alla polisportiva P.A.S.S.O. di Cuneo, la quale opera in stretta collaborazione con il Comitato Italiano Paralimpico.
Nel 2010, a Pescantina (VR), esordisce nella sua prima competizione agonistica.

## Carriera sportiva

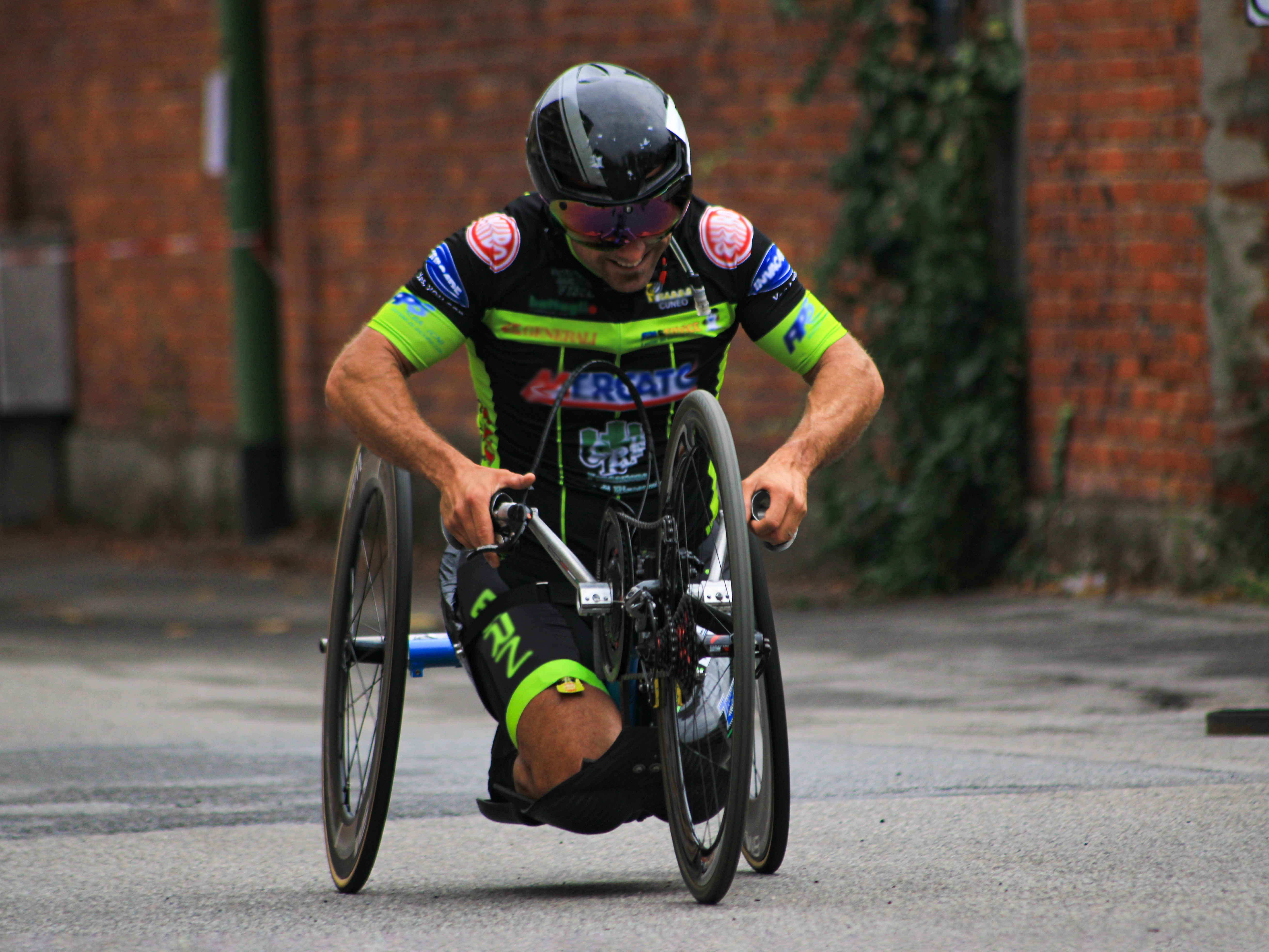
Diego Colombari in gara nel 2019

Appassionandosi e migliorando le sue prestazioni, nel 2012 si aggiudica per 9 tappe la Maglia Rosa del Giro d’Italia di Handbike.
Nel 2013 guadagna la sua prima Maglia Tricolore ed il titolo di Campione Italiano di Handbike MH5 a cronometro. Nello stesso anno è anche vincitore del Giro d’Italia di Handbike, così come nel 2015 e nel 2016.
Nel 2014 vince il Giro del Circuito Europeo categoria MH5 con tappe a Barcellona (Spagna), Rosenau (Francia), Rzeszow (Polonia), Louny (Repubblica Ceca) e Fossano (Italia).
È Campione Italiano MH5 sia nelle gare a cronometro che in linea negli anni 2014, 2015, 2016, 2018, 2021 e in linea nell'anno 2024.
Nel 2017 è Campione Italiano MH5 nella gara in linea e si aggiudica la prima tappa del Giro d’Italia di Handbike a Magenta (MI).
Nello stesso anno esordisce in Nazionale Paralimpica alla Coppa del Mondo disputata a Maniago (Italia), Ostenda (Belgio) ed Emmen (Paesi Bassi) e partecipa con la maglia azzurra ai Campionati del Mondo di Paraciclismo in Sudafrica a Pietermaritzburg.
Nel 2018, con la Nazionale, concorre alla Coppa del Mondo a Ostenda (Belgio) e partecipa inoltre, vincendo, al XIII Meeting del Garda.
È primo di categoria anche al “X Trofeo Mariangela con noi” a Somma Lombardo (VA).
Nello stesso anno è impegnato anche nei Campionati del Mondo di Paraciclismo a Maniago (PN).
Nel 2019 prende parte alla Coppa del Mondo di Paraciclismo a Corridonia (Italia-MC) e a Ostenda (Belgio).
Nello stesso anno è primo di categoria nella IV tappa del Giro d’Italia Handbike a Chivasso (TO) e ottiene 2 medaglie d’argento ai Campionati Italiani Assoluti di Paraciclismo a Marostica e Bassano del Grappa (VI).
Nel 2021, alla Coppa del Mondo di Paraciclismo a Ostenda (Belgio), conquista la Medaglia di Bronzo in staffetta con Francesca Porcellato e Paolo Cecchetto.
Doppia vittoria inoltre al II Memorial Valter Corradin a Dueville (VI).
Trionfa al Campionato del Mondo di Paraciclismo 2021 a Cascais (Portogallo) in Team Relay con Paolo Cecchetto e Luca Mazzone, aggiudicandosi la Medaglia d’Oro.
A maggio 2022, in squadra con Luca Mazzone e Federico Mestroni, taglia per primo il traguardo sul circuito di Ostenda (Belgio) nella gara di Team Relay della Coppa del Mondo, ma, per decisione dei giudici sportivi, viene assegnata una penalità per cambio irregolare al terzetto, che retrocede alla seconda posizione, portandosi a casa la Medaglia d'Argento.
Conferma la sua ottima forma anche il 25 maggio, quando, nella stessa specialità, conquista, in squadra con Francesca Porcellato e Federico Mestroni, la medaglia d’Argento ai Campionati Europei di Paraciclismo a Gallspach (Alta Austria).
Ad agosto 2022, in Québec (Canada), insieme ai compagni Olimpici Luca Mazzone e Paolo Cecchetto si aggiudica il secondo posto sul podio al Team Relay della Coppa del Mondo di Paraciclismo.
Nella gara in linea della stessa competizione internazionale riesce a conquistare la medaglia di bronzo, tornando quindi sul podio della Coupe du Monde Route Paracyclisme du Québec.
Terminate le gare di Coppa del Mondo, si sposta a Baie-Comeau, per prendere parte ai Campionati del mondo di paraciclismo su strada, dove in squadra con Luca Mazzone e Paolo Cecchetto si piazza al secondo posto sul podio, conquistando la sua seconda medaglia al Mondiale.
Al rientro dalle competizioni internazionali all’estero, si riconferma Campione Italiano 2022 di Paraciclismo su strada sia nella gara in linea che in quella a cronometro.
A maggio 2023 ottiene altre due medaglie alla Coppa del Mondo di Paraciclismo, il Bronzo a Ostenda (Belgio), in Team Relay con Luca Mazzone e Federico Mestroni, e l'Argento ad Huntsville, Alabama (USA), in Team Relay con Francesca Porcellato e Federico Mestroni.
Ad agosto 2023 partecipa ai Mondiali di Paraciclismo a Glasgow (Scozia), dove ottiene ottimi risultati nelle prove individuali, mentre, a causa di un incidente di gara ad un compagno di squadra, è costretto al prematuro ritiro nella prova a staffetta.
Nello stesso mese, sale sul podio di Rotterdam (Paesi Bassi) per gli Europei di Paraciclismo 2023, piazzandosi al secondo posto in squadra con Federico Mestroni e Francesca Porcellato.
A gennaio 2024 vola ad Adelaide (Australia), per il primo importante appuntamento dell'anno, la Coppa del Mondo di Paraciclismo 2024, dove sfiora il podio nella competizione individuale a cronometro, piazzandosi al 4º posto, e si aggiudica il Bronzo in Staffetta con i compagni Luca Mazzone e Davide Cortini.

### Giochi paralimpici
A giugno 2021 viene convocato dal C.T. della Nazionale Paralimpica Mario Valentini per partecipare ai Giochi Paralimpici di Tokyo 2020, durante i quali sul Fuji International Speedway si piazza al quarto posto nella prova a cronometro MH5 e si aggiudica la Medaglia d'Oro Paralimpica in Team Relay con i compagni di squadra Paolo Cecchetto e Luca Mazzone.
Si tratta della prima Medaglia d'Oro conquistata ad una Paralimpiade per la provincia di Cuneo.

### Altre sfide

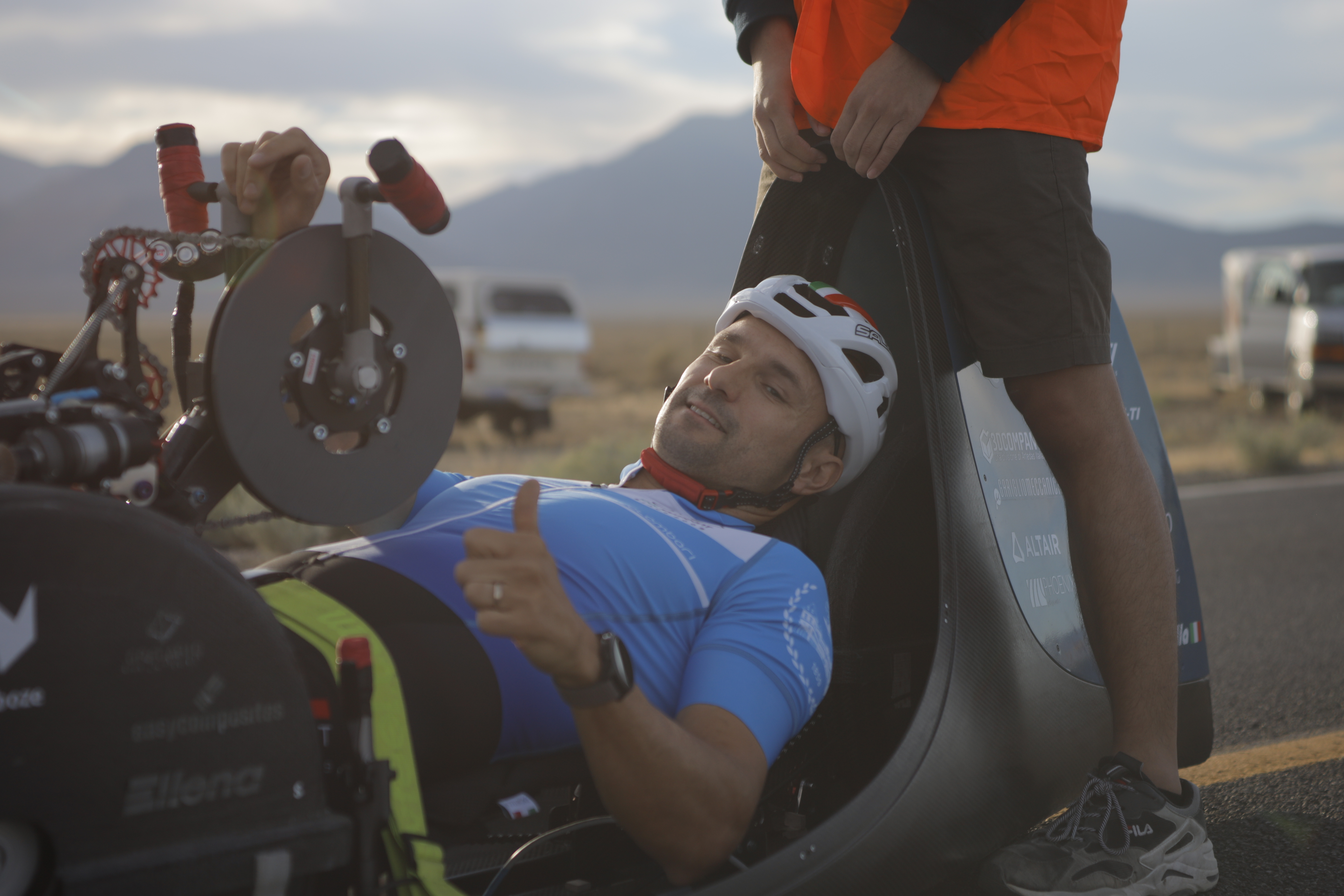
Diego Colombari a bordo di Cerberus, Battle Mountain (Nevada), WHPSC 2022.

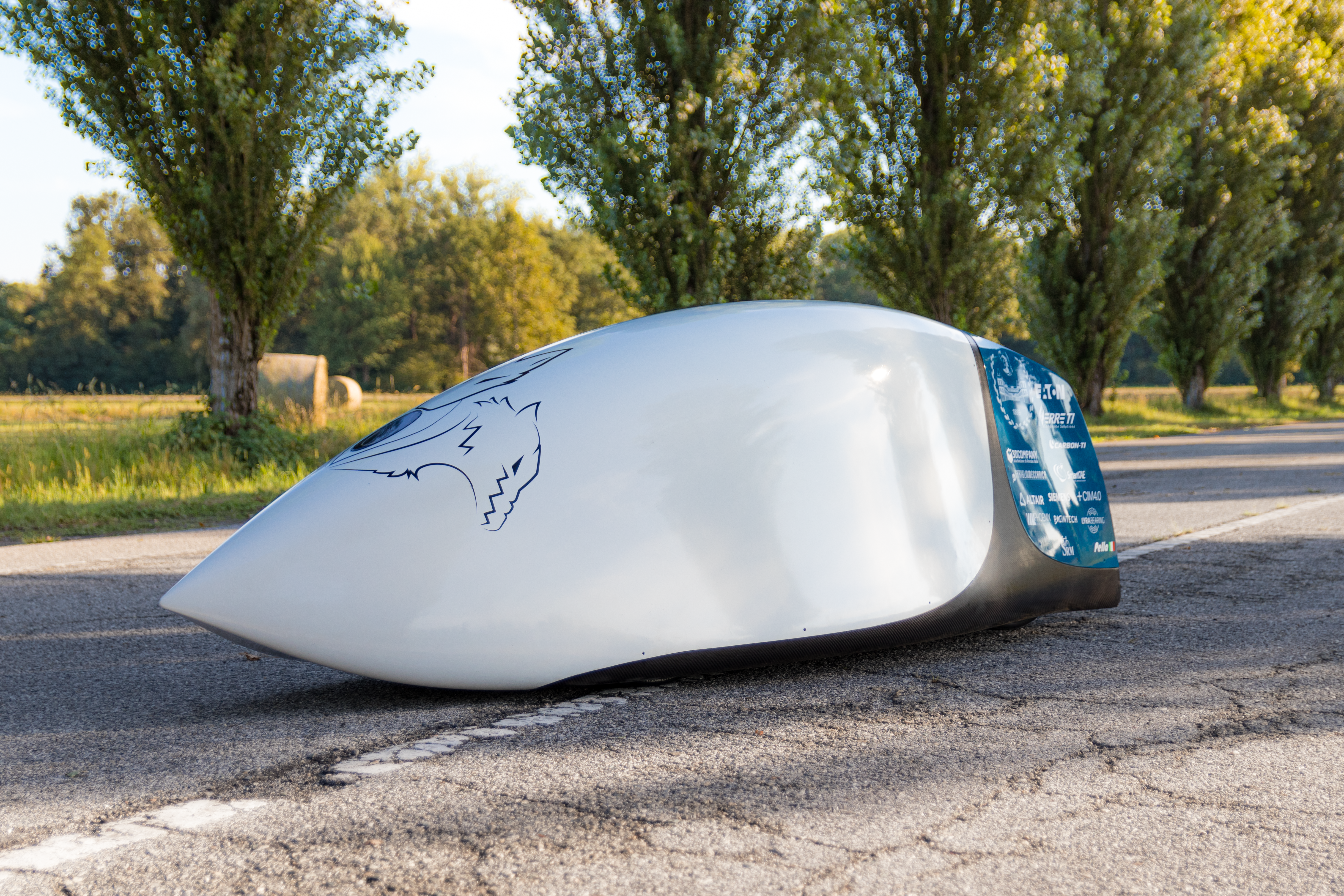
Cerberus speedbike, Team Policumbent.

Nel Settembre 2022 si reca a Battle Mountain in Nevada (USA) per la World Human Powered Speed Challenge 2022, dopo aver preso parte al progetto "Cerberus" del Team Policumbent (Politecnico di Torino), il loro primo prototipo a propulsione a braccia, progettato per battere l'attuale record del mondo di velocità di 83,016 km/h su un rettilineo di strada asfaltata lungo 5 miglia.
Per l'anno in questione, a causa di difficoltà tecniche, il record non viene battuto e la sfida rimane aperta.
Diego diventa comunque il quarto uomo più veloce al mondo su un mezzo a propulsione a braccia.
Ritenta poi l'anno successivo, arrivando ad un passo dal record di velocità sul prototipo "Cerberus", raggiungendo una velocità di 82,88 km/h, poco al di sotto rispetto all'atleta scozzese Ken Talbot (attuale detentore del record con 83,016 km/h).
In Nevada, il 12 Settembre 2024, insieme allo staff del team policumbent, è riuscito a bordo del prototipo Cerberus, a raggiungere la velocità massima di 83.28 km/h registrando il nuovo record mondiale per una bici “Arm Powered”

## Onorificenze

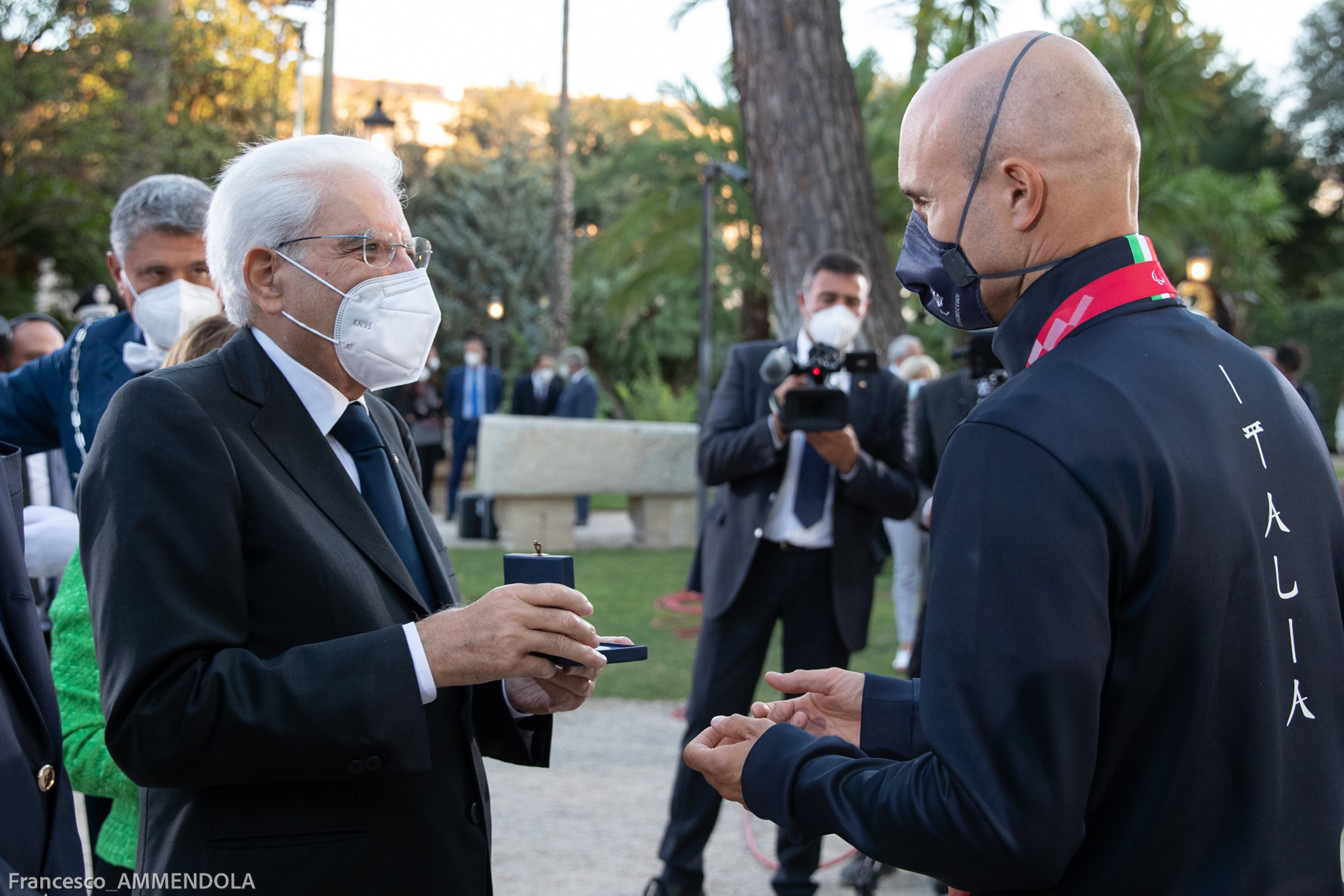
Diego Colombari premiato dal Presidente della Repubblica Italiana Sergio Mattarella nel 2021

Alloro al Merito Sportivo 2013
Alloro al Merito Sportivo 2017
Ambasciatore dello Sport 2023